# Lambadi

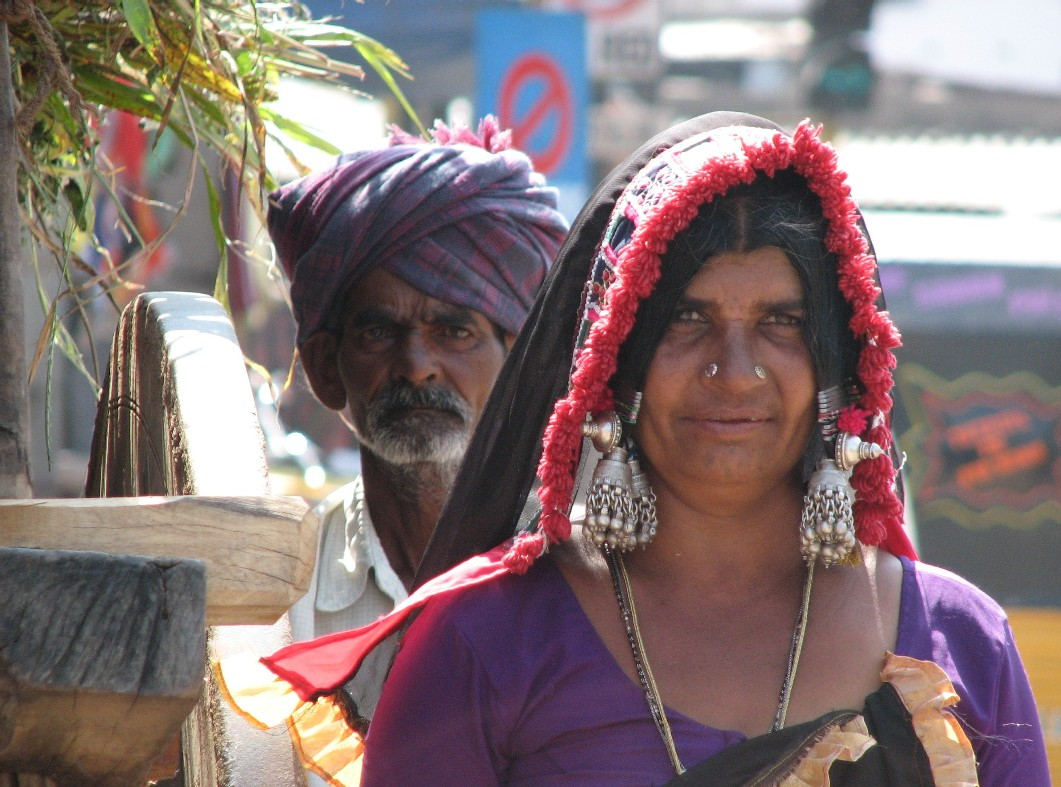
Imatge de la tribu.

Lambdadi són un grup de tribus, antigament nòmades, al sud i oest de l'Índia, que treballaven com a portadors de mercaderies i sal; i pastors. També s'esmenten com Lambani, Brinjari, Boipari, Sugali i Sukali. La majoria eren hindús però amb tradicions barrejades d'animisme. Alguns eren musulmans a la Telangana però en general eren poc apreciats per la comunitat musulmana. Quan la seva activitat va deixar de ser necessària molts es van dedicar al bandidatge i foren classificats pels britànics com a criminals. Els musulmans es van integrar a altres feines i van desaparèixer al segle xx. Els hindús van restar amb moltes dificultats d'adaptació.